# 松井秋彦
松井 秋彦 （まついあきひこ、1964年11月27日 - ）は、ジャズ作編曲家、マルチインストゥルメンタリスト（ピアノ、ギター、ベース、ドラム）。
東京都日野市生まれ。
バークリー音楽大学に奨学生として在籍中より珍しい四刀流（ピアノ、ギター、ベース、ドラム）のマルチインストゥルメンタリスト/作編曲家として、CPJ（Contemporary Progressive Jazz）を旗印に、ハーモニー、リズム、メロディーが同時に進化したジャズというコンセプトで活動する演奏家。

## 来歴
1983年に、アメリカ合衆国のバークリー音楽大学の日音の奨学生に合格。渡米し入学。
在学中、専攻楽器のドラムを含めた4つの楽器にてアンサンブルクラスに参入する。
1987年  帰国後、一旦音楽を離れた後、ジャズの活動を開始。
1995年、CPJ(Contemporay Progressive Jazz）というコンセプトを立ち上げ、この頃からCPJの楽曲を制作しながら活動。

## レコーディング
- 2000 Junky Funk「Jack-In-The-Box」
- 2002 Junky Funk「Bird's Eye Prospects」
- 2005 Line Drive 「Line Drive」
- 2006 かれいどすけーぷ（かれいどすこーぷ）「Kaleidoscope」
- 2006 Junky Funk「Standard Time Vol.1」
- 2007 Jackpot「Jackpot」
- 2008 Junky Funk「Standard Time Vol.2」
- 2009 Fjord Sound「The Sound of Fjords」
- 2012 Fjord Sound「The Colors of Light」
- 2012 Groove X「Groove X」
- 2014 松井秋彦「album CPJ」
- 2015 松井秋彦「art CPJ」
- 2017 かれいどすけーぷ「時空旅行」